# Peter Schneider (Politiker, 1961)
Peter Schneider (* 1961 in Lübbecke) ist seit September 2020 stellvertretender Bundesvorsitzender der Ökologisch-Demokratischen Partei (ÖDP). Er war von 2009 bis 2010 Bundesvorsitzender der sich als christlich verstehenden AUF – Partei für Arbeit, Umwelt und Familie. Die Partei ist unter seiner Führung erstmals zur Europawahl am 7. Juni 2009 zugelassen worden. Seit 2017 ist er, wie auch schon von 1985 bis 2008, wieder in der ÖDP aktiv.

## Ausbildung und Beruf
Peter Schneider studierte an der Universität Dortmund Informatik und promovierte an der Universität Mainz in Volkswirtschaft. Ab 1994 war er für einen deutschen Industriekonzern tätig. Seit 2000 lebt Schneider in Thüringen und ist dort beruflich tätig in verschiedenen mittelständischen Unternehmen mit Schwerpunkt im Bereich Controlling/IT.

## Politische Karriere
Der Politiker trat 1985 der Ökologisch-Demokratischen Partei (ÖDP) bei. Dort war er von 1990 bis 1993 Vorsitzender im ÖDP-Landesverband Rheinland-Pfalz. Auf Bundesebene war er stellvertretender Sprecher der ÖDP-Bundesprogrammkommission sowie finanzpolitischer Sprecher der Bundespartei. Ab 2007 arbeitete er im Lenkungskreis Aufbruch 09, der eine Fusion der christlichen Kleinparteien vorbereiten sollte. Nachdem die Fusionspläne im Herbst 2007 gescheitert waren, wurde er 2008 Mitbegründer und stellvertretender Vorsitzender der AUF-Partei. Von Januar bis Dezember 2009 war er als Nachfolger von Walter Weiblen Bundesvorsitzender der AUF. Unter seinem Vorsitz sammelte die Kleinpartei die für die Zulassung zur Europawahl nötigen 4000 Unterschriften, so dass die Partei am 7. Juni 2009 erstmals zu einer Wahl antrat. Bei dieser Wahl stimmten 0,1 % der Wähler für die Partei. Radio Vatikan strahlte am 17. April 2009 aus Anlass der Europawahl ein Interview mit Schneider aus. Ende 2009 trat Schneider aus der AUF wieder aus. Seit 2017 ist er wieder Mitglied der ÖDP, seit Februar 2020 Mitglied des Landesvorstands der ÖDP in Thüringen und seit September 2020 Mitglied des ÖDP-Bundesvorstands.